# Birte Schaake
Birte Schaake (* 26. Februar 1960 in Cuxhaven) ist eine deutsche Basketballtrainerin und ehemalige Basketballspielerin.

## Leben
Sie stammt aus Cuxhaven und lebt in Grünberg. Birte Schaake ist verheiratet und hat zwei Kinder, eines davon ist die Basketballnationalspielerin Finja Schaake.
Birte Schaake ist Studienrätin an der Theo-Koch-Schule Grünberg und dort aktiv im Basketballsport tätig. Zudem ist sie Vorsitzende der Schulsportkommission des Deutschen Basketball Bundes.
Birte Schaake hat verschiedenen Mannschaften der Damen-Basketball-Bundesligen und der WNBL trainiert. In der Saison 2009/10 wurde sie mit dem Team Mittelhessen Deutscher Vizemeister.